# ヨミノアシロ
ヨミノアシロ（学名：Abyssobrotula galatheae）は、アシロ目アシロ科に属する魚類の一種。最も深いところに生息する魚として知られている。1970年にプエルトリコ海溝の深さ8,370メートルから捕獲された標本は、魚類の最深生息記録を保持している。しかしこの標本は開いている網で捕獲されたため、さらに浅いところで捕獲されたのではないかという見解もある。

## 分類と名称
1977年にJørgen G. Nielsenによって新種として記載されたが、それ以前に Holcomycteronus profundissimus と誤認されたことがあった。種小名はタイプ標本を捕獲した調査船のガラテア号に由来する。

## 分布と生態
全世界の熱帯および亜熱帯に分布する。日本近海では小笠原海溝で生息が確認されている。水深3,110メートル以深の深海帯および超深海帯に生息する。通常底生だが、パナマ湾では水柱から捕獲されたことがある。餌は多毛類や等脚類、端脚類などの甲殻類である。繁殖形態は卵生で、同属他種と同様にゼラチン状の塊に包まれた浮遊卵を産むと考えられている。

## 特徴
標準体長は16.5センチメートルである。頭部は体と比較して大きいが短く、下向きに湾曲しており、吻部は膨らんでおり、口は大きく下向きである。体は柔らかく、尾は先細りで、皮膚はゆるく透明である。体と頭は両方とも鱗で覆われている。歯は小さく尖っており、不規則な列に並んでいる。一対の基鰓骨を持つ。目は小さく、皮膚の下に埋没しかけ、殆ど退化して目立たない。目は機能していない可能性が高いが、頭部にはよく発達した感覚孔がある。側線は体の最前部でのみ見え、発達した孔はない。
胸鰭は体長の1/3ほどと長く、10-11本の鰭条から成る。鰓蓋棘は平たく弱い。長い背鰭と臀鰭には、それぞれ97-116本と76-96本の鰭条がある。糸状の腹鰭と尾鰭は小さく、それぞれ2本と8本の鰭条がある。体色は黄褐色で、鰓腔は黒色、腹膜は暗褐色である。骨はよく骨化している。尾椎の数は18-21である。